# Calycomyza orientalis
Calycomyza orientalis este o specie de muște din genul Calycomyza, familia Agromyzidae, descrisă de Spencer în anul 1986. Conform Catalogue of Life specia Calycomyza orientalis nu are subspecii cunoscute.